# Born of Osiris
Born of Osiris (auch bekannt unter dem Kürzel BoO) ist eine US-amerikanische Metalcore-Band aus Palatine. Die Band spielte anfangs unter dem Namen DiminisheD, benannte sich dann aber in YourHeartEngraved um. Anschließend änderte die Band ihren Namen in Rosecrance, bis sie sich schließlich, nachdem sie einen Plattenvertrag bei Sumerian Records unterschrieben, Born of Osiris nannten. Die Idee zum Namen stammte von dem ägyptischen Gott Osiris.

## Geschichte
2003 wurde die Band unter dem Namen DiminisheD in Palatine gegründet. Noch im selben Jahr erschien ihre erste selbstbetitelte Demo DiminisheD sowie die Demo Your Heart Engraved These Messages. Ein Jahr später veröffentlichte die Band ihre Demo Youm Wara Youm, nachdem sie sich bereits in YourHeartEngraved umbenannt hatten.
2005 veröffentlichte die Band, damals unter dem Namen Rosecrance, eine selbstbetitelte Demo. 2007 gelang der Band mit der Demo Narnia der Durchbruch, nachdem das Plattenlabel Sumerian Records auf die Band aufmerksam wurde. Nachdem die Band einen Plattenvertrag unterschrieben hatte, nannten sie sich in Born of Osiris um.
Am 2. Oktober 2007 veröffentlichte die Band anschließend ihre EP The New Reign, welches mit Hilfe von Michael Keene von The Faceless produziert wurde. Anschließend tourten sie mit Bands wie Winds of Plague, Veil of Maya und Beneath the Massacre durch die USA. Im Sommer 2008 nahm die Band an der Summer Slaughter Tour durch Großbritannien teil, wo sie neben Suicide Silence und As Blood Runs Black spielten.
Am 7. Juli 2009 erschien das Debütalbum unter dem Namen A Higher Place, mit dem die Band auf Platz 73 der Billboard 200. Am 22. März 2011 wurde der Nachfolger The Discovery veröffentlicht.
Anfang 2012 teilten Born of Osiris auf ihrer Facebook-Seite mit, dass sie sich von Jason Richardson getrennt haben, und kündigten ein neues Album an, welches im Sommer oder Herbst desselben Jahres erscheinen sollte.
Am 24. Februar 2017 erschien, anlässlich des 10-jährigen Bestehens der Band als Born of Osiris, die Neuauflage ihrer ersten EP unter dem Namen The Eternal Reign.

## Diskografie

### Alben
- 2009: A Higher Place
- 2011: The Discovery
- 2013: Tomorrow We Die ∆live
- 2015: Soul Sphere
- 2019: The Simulation
- 2021: Angel or Alien
- 2025: Through Shadows

### EPs
- 2007: The New Reign
- 2017: The Eternal Reign

### Demos
- 2003: DiminisheD
- 2003: Your Heart Engraved These Messages
- 2004: Youm Wara Youm
- 2005: Rosecrance
- 2006: Preview Promo
- 2007: Narnia
- 2008: Pre-Production Demo

### Singles
- 2005: Stressed
- 2006: HopeYouDie
- 2018: Silence the Echo
- 2021: White Nile